# 川喜多賞
川喜多賞（かわきたしょう）とは、長年の努力により日本映画の芸術文化の発展に甚大なる功績を残した個人・団体に対して、今後の芸術文化への貢献を期待する意味も込めて公益財団法人川喜多記念映画文化財団から贈られる賞である。

## 概要
日本の映画関係者にとっては最も名誉ある賞の一つとして認知されている。授賞式は年1回、川喜多かしこの命日である7月27日に行われ、受賞者には宝塔・賞状のほか、副賞として金100万円が贈られる。

## これまでの受賞者
- 第1回（1983年） - ドナルド・リチー
- 第2回（1984年） - 黒澤明
- 第3回（1985年） - 大島渚
- 第4回（1986年） - 淀川長治
- 第5回（1987年） - セルジュ・シルベルマン
- 第6回（1988年） - 三船敏郎
- 第7回（1989年） - 佐藤忠男・佐藤久子夫妻
- 第8回（1990年） - 笠智衆
- 第9回（1991年） - インナ・ゲンス
- 第10回（1992年） - 宮川一夫
- 第11回（1993年） - 飯島正
- 第12回（1994年） - マルセル・ジュグラリス
- 第13回（1995年） - 登川直樹
- 第14回（1996年） - 新藤兼人
- 第15回（1997年） - 今村昌平
- 第16回（1998年） - 羽田澄子
- 第17回（1999年） - 平野共余子
- 第18回（2000年） - 高野悦子
- 第19回（2001年） - 市川崑
- 第20回（2002年） - 西岡善信
- 第21回（2003年） - 山田洋次
- 第22回（2004年） - トニー・レインズ
- 第23回（2005年） - 堀越謙三
- 第24回（2006年） - 鈴木清順
- 第25回（2007年） - 蓮實重彦
- 第26回（2008年） - 香川京子
- 第27回（2009年） - 松本正道
- 第28回（2010年） - 野上照代
- 第29回（2011年） - 山形国際ドキュメンタリー映画祭
- 第30回（2012年） - 山村浩二
- 第31回（2013年） - 仲代達矢
- 第32回 (2014年)　- ぴあフィルムフェスティバル
- 第33回（2015年） - 黒沢清
- 第34回（2016年） - 戸田奈津子
- 第35回（2017年） - 山田宏一
- 第36回（2018年） - 岩波ホール
- 第37回（2019年） - 市山尚三
- 第38回（2020年） - 宮崎駿
- 第39回（2021年） - 坂本龍一
- 第40回（2022年） - 定井勇二（ビターズ・エンド）
- 第41回（2023年） - 是枝裕和
- 第42回（2024年） - 役所広司